# 2021년 위키미디어 재단이 중국어 위키백과에 취한 조치

중국 대륙의 위키미디어 로고

2021년 9월 13일, 위키미디어 재단은 중국 본토 위키미디어인(WMC 또는 WMCUG) 사용자를 조사한 후 중국어 위키백과에 대한 공식 조치를 취했다.
2021년 9월 13일 16:13 GMT(2021년 9월 14일 00:13 베이징 시간)에 위키미디어 재단은 전 세계적으로 7개 계정의 위키백과 편집을 금지하고 12개 계정의 관리 권한을 취소했으며 12명의 다른 사용자에게 경고했다. 중국어 위키백과에서 가장 활동적인 관리자 상위 10명 중 4명이 권리를 박탈당했다. 이러한 조치는 2021년 9월 13일 GMT에 위키미디어 재단 법무 부서의 커뮤니티 복원력 및 지속 가능성 부사장인 매기 데니스(Maggie Dennis)가 발표했다.

## 배경
매기 데니스는 중국어 위키백과가 재단에서 거의 1년 동안 조사를 받았다고 말했다. 홍콩자유신문(Hong Kong Free Press)의 뉴스 보도에 따르면 두 명의 중국인 위키백과 사용자가 홍콩 위키백과 사용자를 국가 안보부에 신고하겠다고 위협했다. 중국 본토의 위키미디어인들은 이를 부인했다. 재단은 2021년 8월 "비공개 개인 데이터 접근 정책"의 보안 조건을 수정했으며, 고급 권한을 가진 사용자는 중국어 위키백과에서 다른 사용자의 IP 주소 데이터를 검색할 수 있도록 허용했다. 이들의 접근 권한은 철회되었다.